# Infiltracja (film 2006)
Infiltracja – amerykański film z 2006 roku w reżyserii Martina Scorsese. Remake hongkońskiego filmu z 2002 roku Infernal Affairs: Piekielna gra. Uznany przez Amerykańską Akademię Sztuki i Wiedzy Filmowej za najlepszy film 2006 roku.

## Opis fabuły
Akcja filmu rozgrywa się w południowym Bostonie w stanie Massachusetts. Policja stanowa walczy tam z przestępczością zorganizowaną. Jej celem jest aresztowanie potężnego szefa mafii Franka Costello (Jack Nicholson). Aby to zrealizować, jeden ze stróży prawa – młody, początkujący agent Billy Costigan (Leonardo DiCaprio), przenika do szeregów mafii Costello. Podczas gdy Billy stara się zdobyć zaufanie Costello, inny młody policjant, Colin Sullivan (Matt Damon), szybko robi karierę w policji stanowej. W krótkim czasie dostaje się do grona kilku inspektorów, których zadaniem jest schwytanie Costello. Nikt jednak nie zdaje sobie sprawy, że Colin pracuje dla Costello i dzięki niemu szef mafii zawsze zna z wyprzedzeniem plany policji.
Billy i Colin prowadzą podwójne życie, które spędzają na zbieraniu informacji o planach organizacji, do których przeniknęli. Kiedy jednak zarówno mafia, jak i policja wpadają na trop wrogiej wtyczki we własnych szeregach, Billy’emu i Colinowi grozi złapanie i zdemaskowanie przed wrogiem. Obaj podejmują wyścig o to, kto pierwszy odkryje tożsamość drugiego, by zdążyć uratować własną skórę.

## Obsada
| Aktor             | Rola            | Odpowiednik roli w Infernal Affairs: Piekielna gra |
| ----------------- | --------------- | -------------------------------------------------- |
| Leonardo DiCaprio | Billy Costigan  | Chan Wing Yan (Tony Leung)                         |
| Matt Damon        | Colin Sullivan  | Lau Kin Ming (Andy Lau)                            |
| Jack Nicholson    | Frank Costello  | Hon Sam (Eric Tsang)                               |
| Mark Wahlberg     | Sean Dignam     | Nowa postać                                        |
| Martin Sheen      | Oliver Queenan  | Wong Chi Shing (Anthony Wong Chau-Sang)            |
| Ray Winstone      | Mr. French      |                                                    |
| Vera Farmiga      | Madolyn Madden  |                                                    |
| Alec Baldwin      | George Ellerby  |                                                    |
| Anthony Anderson  | Brown           |                                                    |
| James Badge Dale  | Barrigan        | Lam Ka Tung – Inspector B (林國平/大B)             |
| Robert Wahlberg   | FBI Agent Joyce |                                                    |
| David O’Hara      | Fitzy           |                                                    |
| Mark Rolston      | Delahunt        |                                                    |

## Produkcja

### Rozwój projektu
Film powstał na motywach hongkońskiego filmu Infernal Affairs: Piekielna gra z 2002 roku. Film ten odniósł sukces w całej Azji. Dwa lata później trafił do kin w Stanach Zjednoczonych. Szybko zaczęły się prace nad amerykańską wersją filmu, która mimo wielu podobieństw, jednak zasadniczo różni się od pierwowzoru.

### Zdjęcia
Zdjęcia do filmu realizowane były na terenie amerykańskich stanów Massachusetts i Nowy Jork.

## Nagrody i nominacje
Amerykańska Akademia Sztuki i Wiedzy Filmowej – Oscar 2007
- wygrana w kategorii najlepszy film
- wygrana w kategorii najlepszy reżyser – Martin Scorsese
- wygrana w kategorii najlepszy scenariusz adaptowany – William Monahan
- wygrana w kategorii najlepszy montaż – Thelma Schoonmaker
- nominacja w kategorii najlepszy aktor drugoplanowy Mark Wahlberg

Hollywoodzkie Stowarzyszenie Prasy Zagranicznej – Złoty Glob 2007
- wygrana w kategorii najlepszy reżyser – Martin Scorsese
- nominacja w kategorii najlepszy aktor w dramacie – Leonardo DiCaprio
- nominacja w kategorii najlepszy aktor drugoplanowy – Jack Nicholson
- nominacja w kategorii najlepszy aktor drugoplanowy – Mark Wahlberg
- nominacja w kategorii najlepszy scenariusz – William Monahan

Brytyjska Akademia Sztuk Filmowych i Telewizyjnych – BAFTA 2007
- nominacja w kategorii najlepszy film
- nominacja do Nagrody im. Davida Leana za najlepszą reżyserię – Martin Scorsese
- nominacja w kategorii najlepszy aktor drugoplanowy – Jack Nicholson
- nominacja w kategorii najlepszy aktor pierwszoplanowy – Leonardo DiCaprio
- nominacja w kategorii najlepszy montaż – Thelma Schoonmaker
- nominacja w kategorii najlepszy scenariusz adaptowany – William Monahan

Akademia Science Fiction, Fantasy i Horroru – Saturn 2007
- nominacja w kategorii najlepszy film akcji / przygodowy / thriller

Amerykańska Gildia Aktorów Filmowych (SAG) – Aktor 2007
- nominacja w kategorii najlepszy aktor w roli drugoplanowej – Leonardo DiCaprio
- nominacja w kategorii najlepszy filmowy zespół aktorski – Alec Baldwin, Anthony Anderson, Jack Nicholson, Leonardo DiCaprio, Mark Wahlberg, Martin Sheen, Matt Damon, Ray Winstone, Vera Farmiga

Amerykańska Gildia Producentów Filmowych – Złoty Laur 2007
- nominacja do nagrody im. Darryla F. Zanucka dla najlepszego producenta filmowego – Graham King

Amerykańska Gildia Reżyserów Filmowych – DGA 2007
- wygrana w kategorii najlepsze osiągnięcie reżyserskie w filmie fabularnym – Martin Scorsese

Amerykańska Gildia Scenarzystów – WGA 2007
- wygrana w kategorii najlepszy scenariusz adaptowany – William Monahan

Amerykańska Gildia Scenografów – ADG 2007
- nominacja w kategorii najlepsza scenografia w filmie współczesnym – Kristi Zea, Marion Kolsby, Nicholas Lundy, Robert Thayer, Teresa Carriker-Thayer

Amerykańskie Stowarzyszenie Montażystów – Eddie 2007
- wygrana w kategorii najlepszy montaż dramatu – Thelma Schoonmaker

Bostońskie Stowarzyszenie Krytyków Filmowych – BSFC 2006
- wygrana w kategorii najlepszy film
- wygrana w kategorii najlepszy aktor drugoplanowy – Mark Wahlberg
- wygrana w kategorii najlepszy reżyser – Martin Scorsese
- wygrana w kategorii najlepszy scenariusz – William Monahan

MTV – Złoty Popcorn 2007
- wygrana w kategorii najlepszy czarny charakter – Jack Nicholson

Międzynarodowa Akademia Prasy – Satelita 2006
- wygrana w kategorii najlepszy dramat
- wygrana w kategorii najlepszy aktor drugoplanowy – Leonardo DiCaprio
- wygrana w kategorii najlepszy scenariusz adaptowany
- wygrana w kategorii najlepszy zespół aktorski w filmie
- nominacja w kategorii najlepszy reżyser – Martin Scorsese
- nominacja w kategorii najlepszy aktor drugoplanowy – Jack Nicholson

Nagrody Amerykańskiej Publiczności (People's Choice) – Kryształowa Statuetka 2007
- nominacja w kategorii ulubione ekranowe dopasowanie – Jack Nicholson, Leonardo DiCaprio, Matt Damon

Stowarzyszenie Nowojorskich Krytyków Filmowych – (NYFCC) 2007
- wygrana w kategorii najlepszy reżyser – Martin Scorsese